# La Chaume
La Chaume é uma comuna francesa na região administrativa da Borgonha-Franco-Condado, no departamento de Côte-d'Or. Estende-se por uma área de 33,75 km². Em 2010 a comuna tinha 104 habitantes (densidade: 3,1 hab./km²).